# Comuna Babîcivka, Cervonoarmiisk
Babîcivka (în ucraineană Бабичівська сільська рада) este o comună în raionul Cervonoarmiisk, regiunea Jîtomîr, Ucraina, formată din satele Babîcivka (reședința), Budîșce și Vîdumka.

## Demografie
Componența lingvistică a comunei Babîcivka
     Ucraineană (98,62%)
     Alte limbi (0,59%)
Conform recensământului din 2001, majoritatea populației comunei Babîcivka era vorbitoare de ucraineană (98,62%), existând în minoritate și vorbitori de alte limbi.